# 5136 Беґґелі
5136 Беґґелі (5136 Baggaley) — астероїд головного поясу. Відкритий 20 жовтня 1990 року Робертом Макнотом. Названий на честь Джека Беґґейлі (нар. 1938) — дослідника метеоритів із Кентерберійського університету.
Тіссеранів параметр щодо Юпітера — 3,207.